# Ди Роза, Мария Крочифисса
Святая Мария Крочифисса (Мария Распятия; итал. Maria Crocifissa), в миру Паола Франческа Мария Ди Роза (итал. Paola Francesca Maria Di Rosa, 6 ноября 1813, Брешиа, Брешиа — 15 декабря 1855, Брешиа, Ломбардо-Венецианское королевство) — итальянская католическая монахиня. В 1839 году основала конгрегацию «Служанки милосердия» (лат. Congregatio Ancillarum a Charitate, итал. Ancelle della Carità), которая занималась уходом за больными и немощными.
Канонизирована папой Пием XII в 1954 году.

## Биография
Родилась 6 ноября 1813 года в Брешии, одна из девяти детей богатого промышленника Клементе Ди Розы и графини Камиллы Альбани. Получила образование у визитанток в монастыре в Брешии. Бросив школу после смерти матери в 1824 году, она начала работать на большой прядильной фабрике своего отца в Аквафредде, где сразу же обратила внимание на условия труда. В 19 лет стала управляющей и при поддержке отца заботилась о материальных и духовных потребностях работниц. Отец хотел выдать её замуж, но Ди Роза чувствовала, что у неё иное призвание. Следующие десять лет она жила дома и посвятила себя социальной работе.
В 1836 году в Брешии разразилась эпидемия холеры, и Ди Роза помогала ухаживать за больными в местной больнице. Примерно тогда же она открыла приют для глухонемых женщин, а в 1840 году начала собирать группу единомышленниц, которая позже стала новой религиозной конгрегацией «Служанки милосердия». Орден, который заботился о бедных и больных, в 1843 году получил епархиальное одобрение от епископа Брешии Карло Доменико Феррари, а в 1850 году — папское одобрение от папы Пия IX. В 1852 году она принесла монашеские обеты и приняла имя Мария Крочифисса. 
Ди Роза умерла в больнице в Брешии 15 декабря 1855 года в возрасте 42 лет после продолжительной болезни.

## Почитание
Процесс канонизации Ди Розы начался при папе Пие X 10 декабря 1913 года, когда её провозгласили слугой Божьей. 10 июля 1932 года папа Пий XI объявил, что её жизнь была наполнена героической добродетелью, и провозгласил досточтимой.
После признания двух чудес папа Пий XII беатифицировал её 26 мая 1940 года, а ещё два чуда позволили ему причислить Ди Розу к лику святых в базилике Святого Петра 12 июня 1954 года.
День памяти — 15 декабря.